# Dorysthenes granulosus
Dorysthenes granulosus is een keversoort uit de familie boktorren (Cerambycidae). De wetenschappelijke naam van de soort is voor het eerst geldig gepubliceerd in 1860 door Carl Gustaf Thomson.